# Anisodes mediolineata
Anisodes mediolineata là một loài bướm đêm trong họ Geometridae.